# 小行星9418
小行星9418（英語：9418 Mayumi）是一颗围绕太阳公转的小行星。1995年11月18日，佐藤直人、浦田武在秩父市发现了此天体。
这颗小行星的绝对星等为309.8749241329352等。